# Mastixis rilmela
Mastixis rilmela är en fjärilsart som beskrevs av Dyar 1927. Mastixis rilmela ingår i släktet Mastixis och familjen nattflyn. Inga underarter finns listade i Catalogue of Life.